# Badister (подрод)
Badister — подрод рода жужелиц из подсемейства Harpalinae (или Pterostichinae).

## Описание
Жужелицы длиной от 5 до 9 мм.

## Распространение
Распространены на территории от Европы до Сибири и Малой Азии.